# El Porvenir Agrarista
El Porvenir Agrarista es una localidad del estado mexicano de Chiapas. Es parte del municipio de La Trinitaria.

## Demografía
| Gráfica de evolución demográfica |
|                                  |

| Censo | Población |
| ----- | --------- |
| 1940  | 383       |
| 1950  | 522       |
| 1960  | 635       |
| 1970  | 951       |
| 1980  | 1 436     |
| 1990  | 1 839     |
| 2000  | 2 108     |
| 2010  | 2 468     |
| 2020  | 2 824     |